# Nossa Senhora das Graças
Nossa Senhora das Graças là một đô thị thuộc bang Paraná, Brasil. Đô thị này có diện tích 185,716 km², dân số năm 2007 là 4038 người, mật độ 22 người/km².